# Рецепция Аристотеля на латинском Западе

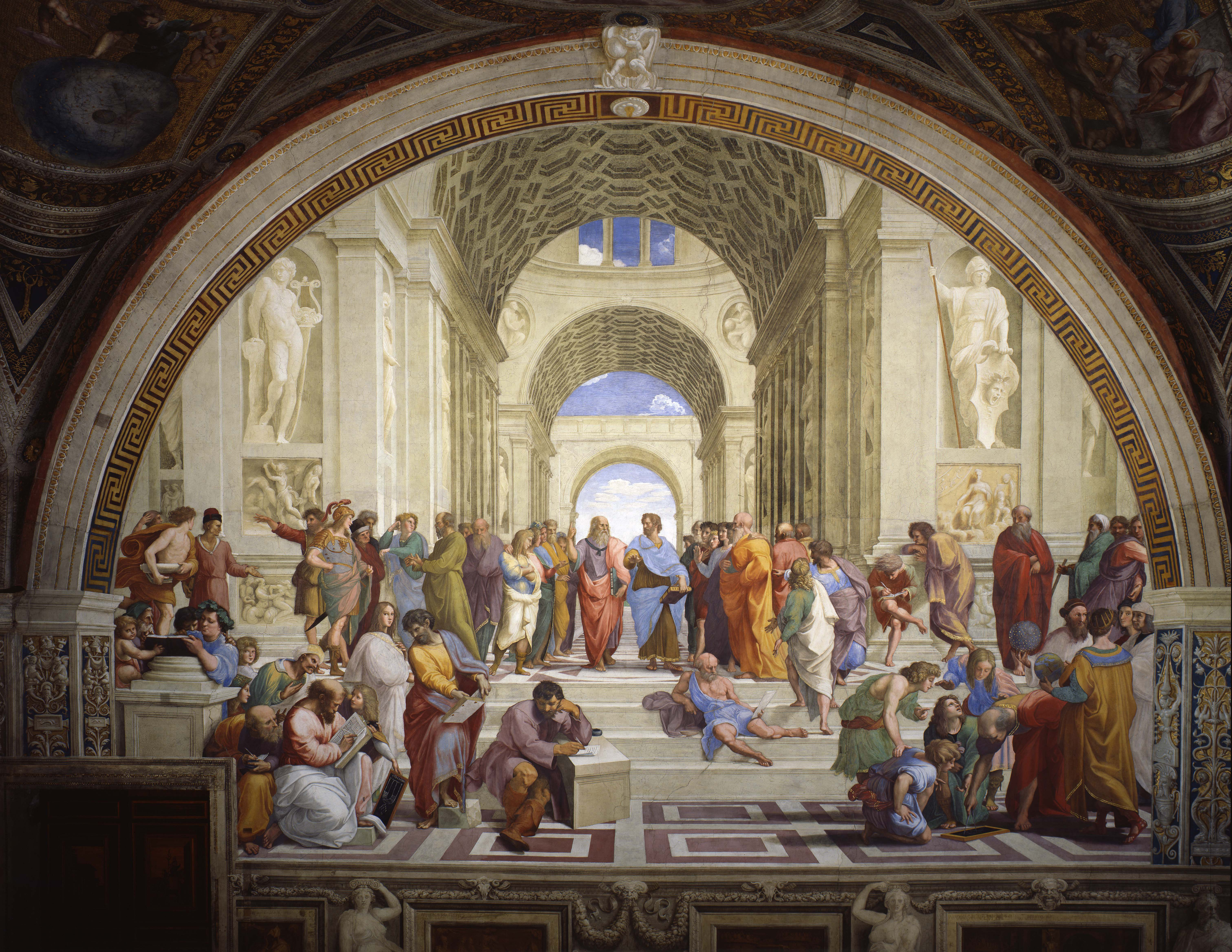
Фреска Рафаэля Санти «Афинская школа». В центре Платон, указывающий на небо, и Аристотель, указывающий на землю

Рецепция Аристотеля на латинском Западе — процесс перевода и изучения трудов Аристотеля в рамках латиноязычной культуры Западной Европы. Первые переводы появились в I веке до н. э., большинство произведений было переведено схоластами в первой половине XIII века. Во второй половине XIII века усилиями Альберта Великого и Фомы Аквинского комментирование Аристотеля вошло в практику богословского образования.
Активное создание переводов, парафразов и комментариев к трудам Стагирита относится к позднеантичному периоду. Все сохранившиеся тексты датируются IV—VI веками н. э. За исключением приписываемого Апулею перевода псевдоаристотелевского трактата «О мире», они посвящены логике. Выделяют три этапа данной деятельности: римская логика в Северной Африке с пиком активности в IV веке, греко-латинская логика Боэция конца V — начала VI века и схоластическая логика энциклопедистов VI века. Ограничение рецепции аристотелизма логикой стало одной отличительных черт ранней латинской традиции. В отличие от греческих авторов, таких как Симпликий и Иоанн Филопон, изучавших «Физику» и трактат «О душе», латинские мыслители сосредоточились исключительно на «Органоне» и «Исагоге» Порфирия. Данная избирательность определила характер западной философии вплоть до XII века. Греческая традиция, сохраняя фокус на «Категориях» как ключевой части философского образования, демонстрировала более широкий охват. Другой отличительной чертой латиноязычной рецепции Аристотеля называют отсутствие открытой полемики с его положениями. В отличие от греческой традиции, где Плотин во входящем в «Эннеады» трактате о родах сущего критиковал «Категории», а Иоанн Филопон в утраченном сочинении о вечности мира оспаривал идеи «Физики» и трактата «О небе», латинские авторы избегали прямых нападок. Подобная позиция объясняется влиянием тезиса Порфирия о гармонии философий Платона и Аристотеля: их мнимые расхождения сводились к разнице объектов исследования — умопостигаемого мира у Платона и чувственно воспринимаемого у Аристотеля. Логика Стагирита рассматривалась латинскими мыслителями как совместимая с христианским учением и платонизмом. За исключением комментариев Боэция, большинство латинских сочинений носили краткий дидактический характер, уступая греческим экзегетическим трудам в сложности и эрудиции. В отличие от греческих, большинство латинских авторов, включая Мария Викторина, Боэция и Кассиодора, были христианами. Их вера редко проявлялась в работах по логике, хотя велось активное обсуждение допустимости применения логических методов в теологии.
Начальный период латинского аристотелизма завершается включением трудов Аристотеля по логике в программы университетов в Париже и Оксфорде. Второй период, классическая схоластика, связан с интеграцией полного аристотелевского корпуса после 1255 года и трудами Альберта Великого и Фомы Аквинского. Его окончание относят к 1308 году — дате смерти Иоанна Дунса Скота. Третий период, поздняя схоластика (XIV — начало XV века), отмечен критическим переосмыслением аристотелизма. Среди ключевых фигур — Уильям Оккам, Пётр Ауреоли, группа Оксфордских калькуляторов (1320—1340-е), Жан Буридан, Николай Орем, Марсилий Ингенский, Джон Уиклиф и Паоло Венето. Антиаристотелевские позиции занимали Николай из Отрекура и Иоанн Мирекурский. В целом, труды авторов первой половины XV века не достаточно изучены. В течение периода философский центр постепенно смещается в Падую, где аристотелизм сохранял актуальность. Ренессансный аристотелизм (XV — начало XVI века) представлен итальянскими учёными: Пьетро Помпонацци и Агостино Нифо. Их работы демонстрируют, что традиция оставалась продуктивной даже на рубеже XVI века, адаптируясь к новым интеллектуальным вызовам. Последний период аристотелизма может быть продлён до конца XVI века, если учитывать деятельность испанских схоластов: Доминго де Сото, Франциска Толедского, Франсиско Суареса — а также представителя Падуанской школы Джакомо Дзабареллы. По данным Чарльза Шмитта, авторитетного исследователя эпохи, количество философских рукописей XV века превышает объём текстов за предыдущие два столетия, а в XVI веке труды, посвящённые Аристотелю, превзошли по численности всё написанное с эпохи Боэция до Помпонацци. Некоторое влияние аристотелизм сохранял и в XVII веке.

## Латинские переводы Поздней Античности
Древнейшим сохранившимся латинским трактатом по логике считается краткое сочинение о категорических силлогизмах «Об истолковании», приписываемое Апулею из Мадавра — платонику и ритору II века. Современные исследователи предположили, что текст представляет собой третью книгу трактата Апулея «О Платоне и его учении», где первые две книги посвящены физике и этике. Добавление раздела о логике создавало систему, соответствующую эллинистическому делению философии на логику, физику и этику. Однако, как отметили первые критические издатели текста Г. Ф. Холдебранд (G. F. Holdebrand) и А. Гольдбахер, гипотеза о принадлежности сочинения Апулею противоречит рукописной традиции, стилистическим особенностям и доктринальной согласованности. Вероятнее, автором был неизвестный логик III—IV веков, а текст позднее ошибочно атрибутировали Апулею. Terminus ante quem установлен благодаря использованию труда Марцианом Капеллой. Подобная атрибуция согласуется с тем, что до IV века н. э. перевод греческих философских сочинений на латынь не требовался, поскольку образованные читатели владели греческим. Появление латинских переводов и компиляций отражает культурно-политическое разделение, усилившееся после переноса столицы Римской империи в Константинополь в 330 году. Трактат лишь частично соответствует одноимённому произведению Аристотеля, охватывая главы 1—7, но опуская 8—14. Автор включает материал из «Первой аналитики» (книга 1, главы 1—8 о силлогизме) и «Топики» (учение о предикабилисах, близкое к «Топике» I.8). Определяя суждение как «декларативное высказывание» (oratio pronuntiabilis), псевдо-Апулей инвертирует приоритеты Аристотеля: если для Стагирита логика прежде всего связана с правильностью рассуждения, то для автора трактата — с правильностью речи. Данный акцент на языковом аспекте сохранился у Марциана Капеллы, относившего первую часть логики к области речевой практики. Также в трактате псевдо-Апулея впервые появляется логический квадрат.
Ритор и философ Марий Викторин (ок. 280—365) стал ключевой фигурой возрождения интереса к логике Аристотеля в IV веке. Его подход иллюстрирует специфику латинской логической традиции этого периода. Викторин, опиравшийся на римскую диалектическую школу Цицерона, Квинтилиана и Варрона, а также стоицизм, рассматривал логику как науку о «правильности речи», тесно связанную с риторикой. В центре его внимания находились не «Категории», а «Топика», что смещало акцент с категориальной логики на топическую. Викторин перевёл на латынь «Исагогу» Порфирия, хотя перевод утрачен; частично его можно реконструировать по комментарию Боэция. Кассиодор приписывал ему также переводы «Категорий» и «Об истолковании», но они тоже не сохранились. Терминологические инновации Викторина оказали значительное влияние: он первым перевёл греческое ἐνδέχεται как contingit, заложив основу для боэцианского толкования ἐνδεχόμενον как contingens. Его определение акциденции — лат. accidens est quod contingit alicui et esse et non esse — подчёркивало временный характер свойства, не ведущего к уничтожению субъекта. Классическое значение contingere («происходить») было переосмыслено для выражения контингентности. Главный вклад Викторина связан с применением логики в теологии, что стало новшеством для латинского мира. Он продемонстрировал, как логические методы, уже использовавшиеся в греческих богословских спорах, могут служить христианской доктрине. Это направление развили поздние авторы, включая Боэция, чьи труды унаследовали терминологические и методологические наработки Викторина. В полемике о природе Троицы Викторин отвергал термин «подобная сущность» (ὁμοιούσιος) в пользу «той же сущности» (ὁμοούσιος), приводя следующий аргумент: подобие относится к категории качества, а не сущности, поэтому его применение к субстанциальному единству влечёт категориальную путаницу. Только тождество или различие допустимы в отношении сущности. Данное рассуждение опирается на учение Аристотеля из «Категорий» (11a15—19), где подчёркивается, что сходство и различие определяются исключительно качествами: «о сходном же и несходном говорится только в отношении качеств. В самом деле, одно сходно с другим лишь постольку, поскольку оно есть нечто качественно определённое». Викторин, акцентируя эту мысль, демонстрировал недопустимость смешения категорий в тринитарной доктрине.
Особую роль в латиноязычной рецепции аристотелевских «Категорий» сыграл трактат «Десять категорий» (Categoriae decem), известный также как Paraphrasis Themistiana, поскольку его автор называет себя учеником Фемистия. Сочинение, созданное в IV веке, долгое время ошибочно приписывалось Августину. Данная атрибуция, восходящая к Алкуину, обеспечила тексту авторитет и широкое распространение в Средние века в составе logica vetus. До XII века трактат считался важнее перевода «Категорий» Боэция, активно комментировался и использовался как эталонный. «Десять категорий» не являются ни переводом, ни комментарием, но представляют собой парафраз с авторскими интерпретациями. Текст отклоняется от Аристотеля, акцентируя телесный характер субстанции как субстрата, обсуждая применимость категории качества к другим категориям и отстаивая тезис об универсальной конвертируемости отношений. Автор радикально пересматривает аристотелевское разделение сущего. В рамках «партикуляристской» онтологии признаются лишь первичные субстанции и единичные акциденции, поскольку существование универсалий отрицается. Критерием субстанциальности объявляется чувственно воспринимаемая телесность: вторичные субстанции (роды и виды) не могут считаться истинными сущностями, ибо лишены материальности.
Боэций (ок. 470—524) внёс наибольший вклад в распространение логики Аристотеля в латинском мире. Он разработал амбициозную программу переводов и комментариев к трудам Платона и Аристотеля, стремясь доказать их философское согласие. Его проект соответствовал установкам поздней античности, вдохновлённым идеями Порфирия об интеграции учений двух мыслителей. Преждевременная смерть помешала завершить замысел, однако Боэций успел перевести ключевые тексты «Органона»: «Категории» (с предваряющей «Исагогой» Порфирия), «Об истолковании», «Первые аналитики», «Топику» и «Софистические опровержения». Им созданы два комментария к «Исагоге», один к «Категориям» и два к «Об истолковании». Через экзегетическую работу Боэций передал латинской традиции элементы греческого наследия, особенно учение Порфирия, хотя точное сравнение затруднено из-за утраты оригинальных комментариев последнего. В собственных трудах Боэций развил оригинальные доктрины: абстракционистскую теорию универсалий, аргументы против реализма, решение проблемы контингентных будущих событий, анализ формы индивидуального предмета. Во втором комментарии к «Исагоге» и трактате «Утешение философией» он отстаивал «реалистический абстракционизм», утверждая, что универсалии позволяют мышлению постигать формы, определяющие принадлежность единичных сущностей к видам и родам. Боэций способствовал применению логики в богословии, представив в трактатах «О Троице» и «Против Евтихия и Нестория» образец рациональной теологии, основанной на логических методах. Данный подход, распространённый среди греческих теологов его эпохи, стал влиятельной моделью для средневековых мыслителей. Распространению аристотелевской логики также содействовали три раннесредневековых энциклопедиста: Марциан Капелла, посвятивший диалектике четвёртую книгу сочинения «О бракосочетании Филологии и Меркурия» (V век), Кассиодор (ок. 485—580) и Исидор Севильский (ок. 560/570-636), изложивший основы логики во второй книге «Этимологий». Особую роль сыграл Кассиодор — политик, писатель и основатель монастыря Виварий. В «Наставлениях в науках божественных и светских» («Institutiones divinarum et saecularium litterarum») он представил краткий обзор логики, опираясь на силлогистику псевдо-Апулея. В комментарии на Псалмы («Expositio psalmorum») Кассиодор обосновывал допустимость использования логики, включая теорию силлогизма, при толковании Священного Писания, подчёркивая ортодоксальность такого подхода (fas est). Его усилия направлялись на интеграцию античного логического наследия в христианскую учёность.
В рамках первого этапа рецепции была выявлена необходимость стандартизации технической терминологии. Например, Цицерон обозначал утвердительные и отрицательные суждения как aientia и negantia, Апулей — dedicativae и abdicativae, тогда как Боэций ввёл термины affirmationes и negationes. Переводы Боэция, отличавшиеся систематичностью, оказали наибольшее влияние, закрепившись в средневековой традиции.

## В Средние века

### Ранний этап: логика и расширение канона
Хотя в средневековой латинской философии аристотелизм не занимал главенствующее положение, идеи Аристотеля оставались очень важными. С Каролингской эпохи его труды составляли основу философского образования. Алкуин построил учебник логики «De dialectica» на переводах Боэция «Об истолковании», «Категориях» и «Исагоге» Порфирия. Эти тексты, известные как logica vetus, доминировали в изучении логики до XII века, когда к ним добавились переводы «Софистических опровержений», «Топики» и «Первой аналитики». «Вторая аналитика», переведённая Боэцием, была утрачена и вновь вошла в оборот после середины XII века благодаря переводу Иакова Венецианского (1159). Также Иаков перевёл «Физику», «О душе», частично «Метафизику» и некоторые из малых трактатов. Все они стали широко известны. Примерно в те же годы «Метеорологику» перевели Герард Кремонский (первые три книги с арабского) и Генрих Аристипп (четвёртую с греческого); их переводы распространялись вместе. Наряду с подлинными трудами Аристотеля переводили и псевдоэпиграфы: Альфред Сарешельский перевёл «De plantis» (настоящий автор Николай Дамасский, I век до н. э.), Герард Кремонский перевёл «De proprietatibus» анонимного арабского автора и «De causis» (анонимный арабский парафраз Прокла), Иоанн Севильский перевёл «De differentia spiritus et animae» Куста ибн Лукка и другие. Таким образом, к концу XII века были переведены все труды Аристотеля по логике, все труды по натуральной философии кроме «зоологических» трактатов, и частично «Этика».
Постепенно получала распространение logica nova, хотя Иоанн Солсберийский в конце XII века отмечал, что «Вторая аналитика» содержит «столько же препятствий, сколько глав». Тем не менее к началу XIII века весь «Органон» утвердился в программах университетов. Статуты Парижского университета 1215 года предписывали преподавателям искусств изучать «старую и новую диалектику» Аристотеля наряду с грамматическими трудами Присциана и Доната. Несмотря на скудность данных о ранних университетских курсах, считается, что логика Аристотеля стала неоспоримой основой базового образования. В отличие от логических трудов, интеграция остальных работ Аристотеля в университетские программы столкнулась с трудностями. К концу XII века почти весь корпус стал доступен на латыни, однако включение ставших вновь известными трудов в учебный курс искусств требовало пересмотра традиционного деления на тривиум и квадривиум, так как метафизика, этика и натурфилософия не имели в нём чёткого места. Содержание работ вызвало споры. В 1210 году Парижский собор запретил публичное и частное изучение аристотелевских сочинений по натурфилософии под угрозой отлучения, а в 1215 году запрет распространился на метафизику. Университет Тулузы, рекламируя своё открытие в 1229 году, подчёркивал, что там преподают «книги Аристотеля, запрещённые в Париже», что указывает на сохраняющуюся силу запрета. Папа Григорий IX в 1231 году подтвердил парижские ограничения, потребовав предварительной «очистки» текстов от ошибок. Последующие послания предписывали абсолюцию нарушившим запрет и поручали комиссии удалить спорные фрагменты, разрешив изучение остального.
Запрет, тем не менее, не помешал Майклу Скоту к 1220 году выполнить перевод трёх из пяти «зоологических» трактатов и комментариев Аверроэса. К середине XIII века рецепция Аристотеля в университетах достигла переломного момента. В Париже к 1255 году полный корпус его трудов не только разрешили, но и обязали изучать, установив минимальные сроки для каждого текста (например, шесть недель для «О чувственном восприятии», две — для «О памяти и воспоминании»). Оксфордский университет, следуя примеру Парижа, включил в курс аристотелевские работы к середине столетия, во многом благодаря Роберту Гроссетесту. Гроссетест, будучи канцлером университета и епископом Линкольна, составил первый латинский комментарий к «Второй аналитике», перевёл с греческого «Никомахову этику» и комментарии Евстратия Никейского. Между 1258 и 1266 годами ряд псевдоэпиграфов по поручению короля Манфреда Сицилийского перевёл Варфоломей Мессинский. Последним крупным переводчиком столетия стал Вильем из Мёрбеке, выполнивший заново перевод почти всех книг Аристотеля, включая ранее не переводившиеся «Политку» и «Поэтику». Его переводы (кроме «логических») быстро стали наиболее популярными.
Использование трудов Стагирита в богословском образовании в начале XIII века считалось подозрительным. Парижский коллега и современник Гроссетест Вильгельм Овернский, магистр теологии в 1220-х годах и с 1228 года епископ Парижа, в трактате «О душе» («De anima») подчёркивал, что изучение души выходит за рамки натурфилософии, поскольку она является образом Божьим. Несмотря на цитирование аристотелевского определения души, Вильгельм отвергал слепое доверие авторитету Стагирита, настаивая на необходимости доказательств. Богословы следующего поколения, Альберт Великий и Фома Аквинский, активно комментировали труды Аристотеля уже без каких-либо ограничений. Аквинат использовал разнообразные формы комментариев, включая в форме вопросов и ответов (quaestio), ставший популярным впоследствии. Комментаторские проекты Альберта Великого и Фомы Аквинского были ответом на важнейшие вызовы, стоящие перед латинской философией в середине XIII века. Оба мыслителя рассматривали аристотелизм как основу философии, необходимую для теологии. Их работы были ответом на крайнюю сложность латинских переводов Аристотеля, выполненных буквально: ранее греческие термины заменялись латинскими аналогами таким образом, чтобы одному греческому слову соответствовало одно латинское в той же позиции, в результате чего тексты становились непонятными. Наконец, существовавшие комментарии, особенно зависимые от интерпретаций Авиценны и Аверроэса, не удовлетворяли потребностям христианской схоластики. Труды Аристотеля проникали на Запад вместе с сочинениями исламских философов. Аверроэс, чьи комментарии доминировали к середине века, вызвал споры своими тезисами, например, о единстве действующего и возможного интеллектов. Эти идеи, противоречившие христианской антропологии, стали предметом длительных дискуссий. Альберт и Фома, отвергая ряд положений Аверроэса, стремились адаптировать аристотелизм, демонстрируя его совместимость с христианским учением. Их усилия направлялись на интеграцию философии Аристотеля в теологический контекст, где вера обогащалась, а не ставилась под угрозу.

### Упадок интереса к Аристотелю
Несмотря на значительный объём исследований Аристотеля в эпоху Ренессанса, период философских новаций начинает ослабевать в начале XVI века на фоне расцвета гуманизма. Поворотным моментом стали 1490-е годы: в Венеции Альд Мануций с группой учёных подготовил первое печатное издание греческого текста Аристотеля (издано в 1495—1498), а в 1497 году в Падуе учредили кафедру для изучения его трудов на греческом. Гуманизм не противостоял схоластическому аристотелизму, но трансформировал подходы: акцент сместился на критическое издание текстов, переводы античных комментариев и работу с оригиналами. Если Фома Аквинский утверждал, что философия изучает «природу вещей, а не мнения отдельных лиц», то к XVI веку внимание к историческому контексту возросло. Джакомо Дзабарелла, заняв кафедру натурфилософии в Падуе в 1568 году, заявил, что как интерпретатор Аристотеля обязан защищать его позицию, даже если лично придерживается иной. Студентам же рекомендовал воспринимать учение Стагирита не как догму, но как результат ограниченного человеческого разума.
Реформация стала вторым фактором, ослабившим схоластический аристотелизм после 1520 года, когда Мартин Лютер был отлучён от церкви. Если в начале XVI века Пьетро Помпонацци допускал сомнения в бессмертии души и чудесах с позиций аристотелизма, то к концу столетия мыслители вроде Франциска Толедского и Франсиско Суареса придерживались консервативной линии. Орден иезуитов, основанный в 1540 году, законодательно закрепил защиту традиционной философии. Конституции ордена предписывали преподавать «доктрины, признанные наиболее основательными», избегая «подозрительных» авторов. Правила Римской коллегии 1562 года запрещали оспаривать «аксиомы» вроде учения о материи и форме как принципах природных тел, четырёх элементах, первичных качествах и четырёх видах причин — даже если они не касались веры. Эти положения стали главными мишенями критики антиаристотелианцев XVII века.
Конец схоластической эпохи связывают с работами Рене Декарта, чьё «Рассуждение о методе» (1637) задало новые ориентиры. Аналогичное значение имели и более ранние «Новый Органон» Фрэнсиса Бэкона (1620) и «Диалог о двух системах мира» Галилео Галилея (1632). К концу XVII века защитники Аристотеля потеряли авторитет, сохранив влияние лишь в консервативных кругах. Самого Стагирита, однако, часто отделяли от его схоластических интерпретаторов. В предисловии к французскому изданию «Начал философии» (1647) Декарт отмечал, что Аристотель, подобно Платону, обладал «великим умом», но его последователи «исказили смысл трудов и приписали ему мнения, которых он не признал бы».

## Особенности схоластического аристотелизма

### Основные темы
Схоластический аристотелизм включается в себя широкий спектр различных теорий, и потому в нём сложно выделить общие черты. Одной из них является тенденция средневековых интерпретаторов исходить из представления о цельности и системности аристотелевского корпуса. Они не допускали противоречий между его текстами, отвергали идею эволюции взглядов и не разрабатывали гипотез развития. Труды Стагирита воспринимались как единая система, где логика служит фундаментом для физики, биологии (начиная с трактата «О душе») и других дисциплин. Подобная иерархия отражена в прологах многих схоластических комментариев и закреплена в структуре позднейших изданий. Схоласты видели в аристотелевских работах всеобъемлющую философскую теорию, где каждая часть дополняет целое. Отсутствие критики внутренних противоречий объяснялось убеждением в непогрешимой согласованности автора. Такой подход контрастирует с современными историко-философскими методами, учитывающими контекст и развитие идей. Тем не менее именно схоластическая интерпретация заложила основы систематического изучения Аристотеля, сохранив актуальность до Нового времени. Схоластическая систематизация аристотелизма выходила за рамки простого упорядочивания текстов. Средневековые мыслители рассматривали «Категории» не как ранний и слабо связанный с последующими концепциями труд, а как основу всего корпуса, применяя изложенную там схему ко всем философским и теологическим вопросам. Например, Франсиско Суарес значительную часть своих обширных «Метафизических рассуждений» посвятил анализу десяти категорий. Споры номиналистов и реалистов в позднем Средневековье сосредоточились на онтологическом статусе категорий: номиналисты вроде Уильяма Оккама признавали реальность только субстанции и качества, тогда как реалисты добавляли количество, а иногда и все девять акцидентальных категорий.
Другим ключевым элементом стало восприятие «Второй аналитики» как нормативного текста для любой науки, включая теологию. Схоласты требовали, чтобы научное знание (scientia) опиралось на необходимые и универсальные положения, выводимые через силлогизмы первой фигуры с объясняющими посылками. Аргументы часто оформлялись в строгой силлогистической форме, с чётким разделением на доказательные (propter quid) и диалектические (quia). Примером служат первые тринадцать вопросов «Суммы теологии» Фомы Аквинского, где существование и атрибуты Бога выводятся из первых принципов. Важным аспектом схоластической эпистемологии, связанным с интерпретацией «Второй аналитики», стало требование уверенности как условия scientia. Роберт Гроссетест в своём комментарии не упоминал уверенность, однако Альберт Великий придал ей центральную роль. Альберт ссылается на Птолемея, утверждавшего, что человек должен наполнять душу не правдоподобным (probabile) или мнением (opinabile), ибо они не дают устойчивого состояния, но доказуемым и достоверным, что делает интеллект уверенным и стабильным. Альберт заключает, что достижение подобного состояния — цель логических наук. Последующие схоласты, включая Фому Аквинского, акцентировали уверенность, противопоставляя её диалектическим аргументам. Данный акцент сохранился и у антиаристотелиста Рене Декарта, чьи работы укрепили идею о необходимости абсолютной достоверности для знания. Схоласты, как и позднее Декарт, рассматривали scientia как эпистемический идеал, а не условие оправданности утверждений. Они различали степени знания: даже недемонстративные формы (например, основанные на опыте или авторитете) считались допустимыми, хотя и уступающими совершенным доказательствам.
Схоластический аристотелизм характеризуется тенденцией к реификации понятий Аристотеля — форме, материи, актуальности и потенциальности, субстанции, сущности — как обозначающих самостоятельные вещи (res). Интерпретируя «Вторую аналитику», схоласты безоговорочно принимали, что сущность вещи соответствует реальному, причинно действенному признаку — субстанциальной форме или её сочетанию с общей материей. Идеальное знание (scientia) требовало не только определения сущности, но и постижения субстанциальной формы как конкретного начала, ответственного за акцидентальные свойства.

### Спорные вопросы
Хотя можно выделить некоторые общие черты схоластического аристотелизма, согласие между авторами выглядит поверхностным на фоне принципиальных расхождений почти по каждому пункту. Специалисты иногда склонны обобщать позиции схоластов, поскольку на протяжении четырёх столетий они использовали единый понятийный аппарат: субстанция, форма, материя, потенция, акт, душа, наука, доказательство, вид, различие, возникновение, уничтожение, добродетель, свойство, качество, количество, отношение. Схоласты также принимали ряд ключевых аристотелевских принципов: телесная субстанция есть соединение формы и материи; акцидентальные формы присущи субстанции как субъекту; душа есть первая актуализация тела, способного к жизни; интеллект первоначально подобен чистой доске; все знание происходит из чувств; возникновение одного есть уничтожение другого; материя сохраняется при субстанциальном изменении; существуют четыре основных элемента. Использование общих терминов и принципов создает видимость доктринального единства. Однако применительно к любому конкретному философскому утверждению обнаруживаются фундаментальные разногласия даже среди ведущих схоластов. Основная причина заключается в различном толковании общих терминов. Например, все аристотелики признавали сохранение материи при субстанциальном изменении, но понимание сущности материи радикально расходилось. Фома Аквинский считал первоматерию чистой потенциальностью, трактуя сохранение субъекта изменения лишь в потенциальном смысле. Аверроисты, подобно Иоанну Жандунскому, под влиянием трактата Аверроэса «О субстанции сферы», понимали первоматерию как сохраняющуюся благодаря «неопределенным измерениям», что означало сохранение протяженности или тела при любом изменении — позицию, отрицаемую Аквинатом. Таким образом, формальное согласие с аристотелевскими формулировками скрывало глубокие различия в их содержательной интерпретации.
Дискуссии о природе материи отражают характерные для схоластики глубокие разногласия, проявляющиеся во всех областях. Примером служит соотношение тела и души. Хотя схоласты формально принимали аристотелевский тезис о душе как форме тела, христианское учение о духовной и бессмертной субстанциональности души создавало концептуальные трудности. Досхоластические авторы часто жертвовали гилеморфизмом ради утверждения духовной природы души. Фома Аквинский предпринял попытку синтеза: строгий гилеморфизм, где разумная душа выступает формой тела, совмещался с ортодоксальным представлением о душе как бессмертной субстанции. Последующая схоластическая традиция подвергла сомнению осуществимость подобного синтеза. Обозначились две основные позиции: унитаристская стратегия Аквината, признающая для человека единственную субстанциальную форму (разумную душу), и плюралистическая стратегия Генриха Гентского, Дунса Скота и Уильяма Оккама, постулирующая множественность форм (как минимум, телесную форму материи — forma corporeitatis — и разумную душу, оформляющую тело). Спор продолжался вплоть до XVII века. Формальное согласие с тезисом «разумная душа есть форма тела» скрывало радикальные расхождения в понимании терминов. Для Аквината душой оформляется первоматерия, субстанциальная форма обеспечивает существование всего композита, а душа объясняет всё внутренние свойства живого существа, включая размер и форму. Плюралисты же считали, что душа оформляет тело, уже состоящее из материи и предшествующих субстанциальных форм; тело способно существовать до и после соединения с разумной душой; душа ответственна лишь за определённые жизненные функции. Эти разногласия затрагивали саму суть гилеморфизма, сводя видимое доктринальное единство к общности формулировок при отсутствии содержательного согласия по ключевым философским положениям.
Видимое единство схоластических позиций в значительной мере определялось церковными предписаниями. Пётр Оливи, критик Фомы Аквинского, около 1280 года отрицал саму возможность того, что разумная душа выступает формой тела, считая подобный тезис противным разуму и опасным для веры. Вьеннский собор 1312 года осудил данную позицию как еретическую. Папа Климент V провозгласил обязательным учение о том, что разумная душа сама по себе и по сущности является формой человеческого тела. Последующие схоласты вынуждены были придерживаться этой аристотелевской формулы под угрозой смертной казни. Пятый Латеранский собор в 1513 году подтвердил данное решение. Аналогичная ситуация сложилась в дискуссиях об акциденциях. Общим тезисом являлось признание акциденций отличными от субстанции реальностями. Уильям Оккам утверждал реальность лишь акциденций категории качества, сводя остальные к субстанции или качеству. Иоанн Мирекурский предложил устранить и качества, оставив лишь субстанции. Парижский университет в 1347 году осудил тезис о возможности отрицания акциденций на основании естественного разума. Причиной вмешательства церкви была необходимость обосновать евхаристическое учение о сохранении качеств хлеба после пресуществления. Осуждение 1347 года исключало саму возможность философского обсуждения отрицания реальных акциденций, в отличие от более ранних запретов, допускавших различие между истинами веры и доводами разума. Схоласты вынуждены были признавать качество как нередуцируемую категорию, включая первичные и чувственные качества. К XVII веку аристотелевские положения стали церковной ортодоксией. Фрэнсис Бэкон, отвергавший самостоятельность тепла как качества, мог позволить себе подобное в протестантской Англии 1620 года. Однако трое ученых, выступивших против аристотелевских догматов в Париже 1624 года, были изгнаны под угрозой смертной казни.

## Современное изучение латинского аристотелизма
Исследование средневековой рецепции Аристотеля требует учёта не только аутентичных текстов, но и приписывавшихся тогда философу псевдоэпиграфов, а также латинских версий комментариев греческих и арабских авторов. Основной источник сведений — корпус из более 2000 рукописей IX—XVI веков, хранящихся в европейских библиотеках. Эти манускрипты зачастую представляют единственное свидетельство о переводческих практиках, поскольку прямые документальные данные о переводчиках крайне скудны.
Научное изучение переводов началось в 1819 году с работы Амабля Журдена «Recherches critiques sur I’age et I’origine des traductions latines d’Aristotle». Интенсивные исследования XIX—XX веков достигли кульминации в 1930 году с запуском проекта «Aristoteles Latinus» под эгидой Международного академического союза. Первым результатом стал каталог рукописей аристотелевских переводов: первый том опубликован в 1939, второй и дополнительный — в 1955 и 1962 годах соответственно. Данные тома остаются фундаментальным инструментом исследований. Вторым достижением стала продолжающаяся серия критических изданий переводов в рамках указанного проекта. Благодаря этой работе основные вопросы идентификации и датировки средневековых переводов Аристотеля в настоящее время разрешены.